# Etrema spurca
Etrema spurca é uma espécie de gastrópode do gênero Etrema, pertencente à família Clathurellidae.